# Emmanuelle Devos
Emmanuelle Devos (ur. 10 maja 1964 w Puteaux) – francuska aktorka filmowa.
Zasiadała w jury sekcji "Cinéfondation" na 63. MFF w Cannes (2010) oraz w jury konkursu głównego na 65. MFF w Cannes (2012).

## Filmografia
- 1986: On a vole Charlie Spencer! jako kobieta z obnażonymi piersiami
- 1992: La Sentinelle jako Claude
- 1996: O co chodzi w seksie? (Comment je me suis disputé… (ma vie sexuelle)) jako Esther
- 2000: Esther Kahn jako Sylvia I'ltalienne
- 2002: Przeciwnik[1] (L’Adversaire) jako Marianne
- 2004: Witamy w Szwajcarii (Bienvenue en Suisse) jako Sophie
- 2009: Początek (À l'origine) jako Stéphane
- 2013: Jacky au royaume des filles jako spikerka
- 2017: Droga na szczyt jako Emmanuelle Blachey

## Nagrody i nominacje
Została dwukrotnie uhonorowana nagrodą Cezara, a także otrzymała dwukrotnie nominację do Europejskiej Nagrody Filmowej i trzykrotnie do nagrody Cezara.